# ケビン・サントス・ロペス・デ・マセド
ケビン・サントス・ロペス・デ・マセド（Kevin Santos Lopes de Macedo, 2003年1月4日 - ）は、ブラジルのサンパウロ州サンパウロ出身のプロサッカー選手。ウクライナ・プレミアリーグのFCシャフタール・ドネツク所属。ポジションはフォワード。

## 経歴

### ユース
幼少期から注目を集め、アトレチコ・ミネイロからオファーを受けたが、自宅から遠すぎるという理由で断り、デスポルチーヴォ・ブラジルのユースアカデミーでプレーした。
2020年からSEパルメイラスのユースアカデミーに加入。2023年1月にはU-20チームのカップ戦にて8試合で5得点、5アシストを記録し、優勝に貢献した。

### パルメイラス
2021年12月1日、クイアバEC戦にて初出場。10日のセアラーSC戦では初先発出場し、プロ初得点を記録した。

### シャフタール・ドネツク
2024年1月19日、ウクライナ・プレミアリーグのFCシャフタール・ドネツクへ完全移籍した。移籍金は1,200万ユーロで、アドオン300万ユーロが含まれる。

## 代表歴
2023年のFIFA U-20ワールドカップにブラジル代表で出場した。

## タイトル

### クラブ
パルメイラス
- カンピオナート・ブラジレイロ・セリエA：1回（2023）